# Droga wojewódzka nr 161
Droga wojewódzka nr 161 (DW161) – droga wojewódzka w województwie lubuskim o długości ok. 9,5 km łącząca Dobiegniew z Podleścem.

## Miejscowości przy trasie
- Dobiegniew
- Mierzęcin
- Podlesiec

## Dawny przebieg
Do 2017 roku droga miała dłuższy przebieg łącząc jeszcze dodatkowo Podlesiec z Przeborowem, przez miejscowości Kępa Zagajna i Lipowo, jednak ten odcinek jest bardzo trudną do przebycia błotnistą drogą gruntową, przebiegającą przez prywatne posesje. Odcinkowi drogi poświęcono reportaż pt. Droga-widmo.